# 오그넨 부코예비치
오그넨 부코예비치(Ognjen Vukojević, 1983년 12월 20일 ~ )는 크로아티아의 전 축구 선수, 현 축구 감독으로, 현재 크로아티아 U-20을 맡고 있다. 포지션은 수비형 미드필더이었다.